# Kill Bill
Kill Bill (Matar en Bill) és una pel·lícula d'acció, arts marcials i suspens nord-americana escrita i dirigida per Quentin Tarantino. La pel·lícula te dues parts, una estrenada el 2003 i l'altra, el 2004.
Pel·lícula nord-americana d'arts marcials de 2003 escrita i dirigida per Quentin Tarantino. És protagonitzada per Uma Thurman com la núvia, que jura venjar-se d'un equip d'assassins (Lucy Liu, Michael Madsen, Daryl Hannah i Vivica A. Fox) i el seu líder, Bill (David Carradine), després d'intentar matar-la. El seu viatge la porta a Tòquio, on lluita contra la yakuza.
És la quarta pel·lícula escrita i dirigida per aquest director. L'actriu Uma Thurman actua en el paper de Beatrix Kiddo, un personatge conegut durant el film simplement com "la núvia", qui decideix prendre venjança sobre "Bill" (David Carradine) i la seva esquadra després que aquests la intentessin matar. Altres membres del repartiment inclouen a Vivica A. Fox, Lucy Liu, Michael Madsen, Sonny Chiba i Daryl Hannah. A causa de la durada de tres hores de la pel·lícula, es va decidir durant la producció separar la pel·lícula en dues parts, anomenades "Kill Bill Vol. 1" i "Kill Bill Vol. 2", i estrenades a l'octubre del 2003 i febrer de 2004 respectivament. En una entrevista el 2009, va assegurar que faria una tercera i quarta pel·lícula, però que havien de pasar 10 anys des de la darrera, el 2014.
Les crítiques van ser positives en la seva majoria, amb alguns crítics arribant fins i tot a classificar-la d'obra mestra del cinema. Uns altres, no obstant això, consideren que l'homenatge al cinema asiàtic que representa va ser sobre indulgent. Alguns crítics més conservadors van criticar la seva violència exagerada.
La pel·lícula comença amb una dedicatòria al director japonès Kinji Fukasaku. Una edició diferent de la pel·lícula va ser llançada específicament per al Japó, i va ser estrenada diverses setmanes més tard. Mentre que la versió nord-americana mostra un segment notablement violent (la batalla contra els sequaços d'O-Ren ishii) en blanc i negre, la versió japonesa la mostra totalment en color. El rodatge del film va durar 8 mesos i moltes de les seves escenes van ser filmades al Japó. Miramax fou la distribuïdora als Estats Units.
Es considera una pel·lícula de violació i venjança.
Com en altres pel·lícules de Tarantino, les escenes de la pel·lícula són mostrades completament fora d'ordre, avançant i retrocedint en el temps abruptament en repetides ocasions. La modificació en l'ordre cronològic serveix com a recurs per a anar descobrint a poc a poc el caràcter i els motius dels personatges principals, en el cas d'en Bill per exemple, no és fins al final que es descobreix que és en David Carradine. També com a la resta de pel·lícules d'en Tarantino, està ple de referències al món dels còmics, al món del cinema i de referències musicals, per exemple:
- La pel·lícula comença amb un intertítol d'un vell proberbi klingon (segons diu el mateix intertítol): "La venjança és un plat que es serveix millor fred" (Revenge is a dish best served cold).
- El vestuari d'Uma Thurman a Tòquio és pràcticament idèntic al de Bruce Lee a Operación Dragón.
- El personatge de Carradine és una mena de versió malvada del personatge que interpretava a la sèrie Kung Fu.
- El nom de Hattori Hanzo és el nom d'un antic samurai real (Període Sengoku) i el nom del personatge que va interpretar diverses vegades Sonny Chiba a la sèrie Shadow Warriors (影の軍団 Kage no Gundan).

Es pot considerar a aquesta pel·lícula, pel caràcter antiheroic dels seus protagonistes i el poc convencional tracte de moltes situacions típiques del gènere d'acció, que es barreja amb les grans fetes de la lluita del personatge principal, dintre del gènere del realisme èpic.
Uma Thurman va rebre un Premi Saturn a la millor actriu el 2003 pel Volum 1.

## El títol
Kill Bill pot interpretar-se com un joc de paraules bilingüe. En anglès significa literalment "Matar Bill", però "Bill" també vol dir "factura", de manera que el títol es pot traduir com "Pagant Deutes".
Per altra banda, en japonès no es distingeix la l de la r, i el títol es llegeix "キル・ビル" (Kiru Biru). El verb kiru (切る) significa "tallar" o "llescar", com amb una katana.

## Trama

### Volum 1
La Núvia (també coneguda com a Black Mamba (Mamba negre), interpretada per Uma Thurman) és una ex integrant de "The Deadly Viper Assasination Squad" (l'esquadró assassí de les Víbores mortíferes). Ella intenta retirar-se, però, estant embarassada de diversos mesos, és atacada en el dia de les seves noces pel grup. Tots els presents en les noces són assassinats i ella rep un tir que la deixa greument ferida. Durant el seu perllongat estat de coma, Bill envia a Elle Driver (Daryl Hannah) per a eliminar-la, però després Bill se'n penedeix i decideix deixar-la viure fins al dia que desperti.
Quatre anys més tard la núvia desperta, sense el seu fill, davant la presència d'un home que es disposa a violar-la; mentre ella es trobava en coma. Buck, un empleat de l'hospital, arreglava sessions de prostitució amb el seu cos. Després de venjar-se dels seus violadors s'apropia de la camioneta de Buck i comença la seva aventura per a venjar-se dels seus antics socis.
Viatja primer a Okinawa, Japó, on sol·licita al gran mestre Hattori Hanzo una katana amb la qual complir amb la seva venjança. Hattori Hanzo va ser mestre de Bill, i sentint una profunda obligació per haver-lo entrenat, accepta fer-li la katana.
Ja preparada es desplaça a Tòquio, on no perd temps per a localitzar a O-Ren Ishii (Lucy Liu), una japonesa mestissa (amb sang nord-americana) deixada òrfena pels yakuza, i els seus guardaespatlles, els "88 Maníacs" (encara que en realitat eren uns 20, el del 8 va per l'antifaç que tots duen lloc). La núvia mata als 88 Maníacs i altres sequaços d'O-Ren dintre d'un restaurant i després persegueix a O-Ren fins a un pati nevat, on tenen un duel de katanes, resultant en la mort d'O-Ren shii. Després, aconsegueix informació sobre Bill i els seus altres socis torturant i mutilant a Sofie Fatale, una de les amants de Bill i advocada d'O-Ren.
En el seu viatge en avió d'Okinawa a Tòquio, abans de tornar als Estats Units, la núvia confecciona una "llista de mort" i després, una vegada de tornada en el seu país mata a Vernita Green, la segona en la llista.
Al final ens vam assabentar que algú més va sobreviure a les noces... La filla de "La Núvia".

#### Llista de la mort - Cinc
La llista inclou tots els membres restants de l'"Esquadró Assassí Escurçó Letal" (Deadly Viper Assassination Squad). L'escriu "la Núvia" (alias Mamba Negra, alias Beatrix Kiddo) per a no oblidar qui ha de matar.
1. O-Ren Ishii

2. Vernita Green

3. Budd

4. Elle Driver

5. Bill

### Volum 2
Amb aquest increïble lliurament, l'escriptor i director Quentin Tarantino posa punt final a la croada de venjança començada per la Núvia (Uma Thurman) en Kill Bill Vol. 1. Després d'haver eliminat a dos dels seus enemics en la primera part, a la Núvia només li queden dos noms a la seva "Llista d'extermini": Budd (Michael Madsen) i Elle Driver (Daryl Hannah). Una vegada aniquilats aquests podrà arribar al seu últim objectiu... matar en Bill (David Carradine), el seu antic cap i l'home que va ordenar la seva execució.
Al DVD del film, es deixa la interrogant oberta si efectivament Elle Driver mor, ja que en els crèdits dels personatges i els seus intèrprets, es ratllen els noms dels quals van morir a les mans de la Núvia; no obstant això, quan apareix el nom de Daryl Hanna (Doble Elle), apareix un signe d'interrogació. Elle Driver mata en Budd, germà d'en Bill, amb una serp mamba negra a la caravana on viu en Budd, l'ha duta dins d'una maleta plena de bitllets, per a comprar-li a en Bubb la katana que en Hattori Hanzo li havia fabricat a la Núvia, i que ell li ha pres en "matar-la". Un cop ha mort en Budd, arriba la Núvia i lluita amb Elle Driver, mentre lluiten, la serp es passeja per la caravana. La Núvia no mata Elle Driver, sinó que li arrenca l'únic ull que li quedava, i la deixa masegada i cega dins la caravana amb la serp i el cadàver d'en Budd.

## Producció
La pel·lícula es va filmar per a estrenar-la sencera, però durant el muntatge i la postproducció (2003), el productor Harvey Weinstein, aleshores un dels directius de Miramax Films va acordar amb Tarantino dividir-la en dos parts, perquè era partidari de les pel·lícules curtes, aparentment més fàcils de vendre i d'amortitzar.
A la primera part s'explica la vida d'O-Ren Ishii mentre la Núvia intenta recuperar la motricitat de les cames dins d'una furgoneta. La seqüència d'animació, de 15 minuts de durada, va ser realitzada per l'estudi japonès Production I.G, responsable entre d'altres de la franquícia Ghost in the Shell. Katsuji Morishita es va ocupar de supervisar la seqüència d'anime dibuixada a mà.

## Versió ampliada
L'any 2008, al Festival Internacional de Cinema de Provincetown, Tarantino anuncià que estava treballant en una nova versió de Kill Bill que inclouria els dos volums originals i una seqüència animada de més llarga durada. Sota el nom de Kill Bill: The Whole Bloody Affair, l'any 2012 es va estrenar en el New Beverly Cinema, propietat de Tarantino. Es va verificar que la versió de la pel·lícula va ser la versió original que Tarantino va estrenar al Festival de Canes de 2004, previ a la decisió de dividir-la en dos volums per la seva durada de quatre hores. La projecció a New Beverly fins i tot va conservar els subtítols en francès necessaris per presentar una pel·lícula de parla anglesa al Festival de Canes.
Les principals diferències d'aquesta versió són les següents: el «vell proverbi klingon» amb el que començava el volum 1 es canvia per una dedicació al cineasta Kinji Fukasaku; la seqüència animada és lleugerament més extensa i presenta més gore; la batalla contra els homes de O-Ren Ishii, posada en blanc i negre per a l'estrena nord-americana del Volum 1, està en color; Sofie Fatale perd els dos braços; no s'inclou la revelació que la filla de la Núvia és viva que trobàvem al final del Volum 1; l'escena en blanc i negre a l'inici de Volum 2 no es mostra i al seu lloc es troba un petit interludi musical que porta directament al Capítol 6.

## Futura seqüela
En una entrevista amb Entertainment Weekly a l'abril de 2004 Tarantino digué sobre la possible seqüela:
«Oh, sí. Inicialment vaig estar pensant que això seria la meva "Trilogia del dòlar". Anava a fer-ne una cada deu anys. Però necessito almenys quinze anys abans de fer-ho novament. Ja tinc tota la mitologia completa: Sofie Fatale aconseguirà tots els diners de Bill. Ella criarà Nikki, que s'enfrontarà a La Núvia. Nikki mereix la seva venjança tant com La Núvia va merèixer la seva. Jo fins i tot podria rodar un parell d'escenes per aconseguir a les actrius en aquesta edat.»
Segons Tarantino, van sorgir idees sobre dues possibles seqüeles, Kill Bill: Volum 3 i 4. D'acord amb l'article, «Bennett Walsh va dir al Festival Internacional de Cinema de Xangai, que la tercera pel·lícula involucraria la venjança de les dues assassines que perden els braços i ulls per culpa del personatge d'Uma Thurman en les primeres històries». L'article afegeix que, «la quarta entrega de la pel·lícula tractarà d'un cercle de represàlies i, filles que vengen la mort de les seves mares».
L'any 2007, Quentin Tarantino va dir que, després de la finalització de Grindhouse, voldria treballar en dues pel·lícules d'anime de l'univers de Kill Bill. Una giraria al voltant de la història de Bill i els seus mentors. L'altre, tractaria els orígens del personatge de La Núvia. Aquest darrer, seria més possiblement una preqüela, però també seguiria el rumor de seqüela del que informava Entertainment Weekly a l'abril de 2004.
L'1 d'octubre del 2009, al Festival Internacional de Cinema de Morelia, mentre era entrevistat en un espectacle televisiu italià i preguntat per l'èxit de les dues pel·lícules de Kill Bill, Tarantino va retreure al presentador: «No m'has preguntat sobre la tercera». Quan el presentador, llavors, li preguntà si hi hauria un tercer film de Kill Bill, Tarantino va replicar: «Sí», i declarà: «La Núvia lluitarà una altra vegada!».
El juliol del 2019, Tarantino va dir que havia parlat amb Uma Thurman sobre una possible seqüela, i va afegir: «Si alguna de les meves pel·lícules rebrà una continuació, serà Kill Bill». El desembre del mateix any, Tarantino va afegir que havia parlat amb Thurman sobre una idea "interessant" per a una nova pel·lícula: «Em portaria com a mínim tres anys, però sens dubte està sobre la taula».
El 19 d'octubre de 2021, durant el Festival de Cinema de Roma, Tarantino va deixar caure que Kill Bill: Volum 3 podia ser la seva propera pel·lícula.